# Olajide Keshinro
Abdul-Azeze Olajide Keshinro (Brooklyn, Nueva York, 22 de septiembre de 1990) es un jugador de baloncesto norteamericano, que cuenta con la doble nacionalidad nigeriana. Con 2.04 metros de estatura oficial, juega en la posición de pívot, pudiendo actuar también como ala-pívot.

## Trayectoria
Se formó académica y deportivamente en el Mercy College, colegio universitario con sede en Dobbs Ferry, New York, donde formó parte de la plantilla de los Mavericks y compitió en la Division II de la NCAA. En su último año universitario obtuvo unos promedios de 11,7 puntos y 9,4 rebotes por partido. 
Su primera incursión fuera de su país fue en España, jugando para el C.D Alcázar de Liga EBA en la temporada 2014/15. La temporada siguiente ficha por el C.D Basket Azuqueca, también de EBA, donde destacó tras jugar únicamente 9 partidos en los que promedió más de 14 puntos y 9 rebotes. Ello le sirvió para fichar en diciembre de 2015 por el Aceitunas Fragata Morón, equipo de LEB Plata, club con el que renovó en la temporada 2016/17, contribuyendo decisivamente a que su equipo alcanzara los Playoffs de ascenso a Liga LEB Oro. 
Con el conjunto de Morón logró acreditar unos promedios de 8,1 puntos y 6,2 rebotes en 52 encuentros, si bien mejoró sustancialmente su rendimiento durante la disputa de los Playoffs de ascenso de 2017, alcanzando en dicha fase los 10,3 puntos y 8,7 rebotes por partido. 
En agosto de 2017 se anuncia su fichaje por el Cáceres Patrimonio de la Humanidad para la temporada 2017/18, en lo que supondría su debut en la Liga LEB Oro. Disputó todos los partidos de la temporada (34), promediando 6,9 puntos y 4 rebotes por partido.
En enero de 2019 se incorpora al Sammic ISB de LEB Plata, disputando 17 partidos en los que acreditó 6,1 puntos y 4,9 rebotes.
En la temporada 2019/20 ficha por el Club Deportivo Hispano Americano para disputar la Liga Nacional de Básquet de Argentina, promediando 6.4 puntos y 6.7 rebotes por encuentro. Sin embargo en febrero de 2020 fue cortado por el equipo, por lo que se incorporó luego al club venezolano Gaiteros del Zulia.